# برنچ (آرکانزاس)
برنچ (آرکانزاس) (به انگلیسی: Branch, Arkansas) یک شهر در ایالات متحده آمریکا با جمعیت ۳۵۷ نفر است که در آرکانزاس واقع شده‌است.

## موقعیت جغرافیایی
موقعیت جغرافیایی شهرها و مناطق اطراف به شرح زیر است: